# Внутрішня конверсія
Внутрішня конверсія — явище, що спостерігається при переході збудженого атомного ядра в стан з меншою енергією, коли вивільнена енергія не випромінюється у вигляді гамма-кванта, а передається безпосередньо одному з електронів того ж атома. При цьому замість гамма-кванта з атома вилітає конверсійний електрон. Електрони можуть викидатися з різних оболонок атома, і відповідно розрізняють К-, L-, М- і т. д. електрони. Енергія електрона дорівнює різниці енергії конвертованого ядерного переходу та енергії зв'язку оболонки, з якою він вилітає. Вимірювання енергетичних спектрів конверсійних електронів дозволяє визначити енергію переходів та їх мультипольності (див. Ядерна спектроскопія).
Імовірність внутрішньої конверсії по відношенню до ймовірності переходу з випромінюванням гамма-кванта характеризується коефіцієнтом внутрішньої конверсії, визначеним, як відношення інтенсивності потоку конверсійних електронів (повної або для даної електронної оболонки) до інтенсивності гамма-випромінювання для даного ядерного переходу. Розрахунки коефіцієнта внутрішньої конверсії проводяться методами квантової теорії поля з урахуванням екранування заряду ядра електронами інших оболонок атома й кінцевих розмірів ядра. Коефіцієнт внутрішньої конверсії змінюється в широких межах (103-10−4) залежно від енергії й мультипольності ядерного переходу, а також від заряду ядра й від оболонки, з якої відбувається внутрішня конверсія. Він тим більший, чим менша енергія, чим вища мультипольність і чим більший заряд ядра. Для переходів між ядерними станами зі спінами, рівними нулю, випромінювання гамма-квантів абсолютно заборонено і в таких випадках відбувається тільки внутрішня конверсія. Порівняння експериментально виміряних коефіцієнтів внутрішньої конверсії з теоретично розрахованими є одним з основних методів визначення мультипольності переходів і квантових характеристик (спінів і парності) ядерних станів.
При енергіях ядерних переходів, що перевищують подвоєну енергію спокою електрона: E0> 2mec2 = 1,022 МеВ, може відбуватися внутрішня конверсія з утворенням електрон-позитронної пари (парна конверсія), імовірність якої зростає зі збільшенням енергії переходу. Спектри електронів і позитронів парної конверсії неперервні, а їх сумарна кінетична енергія дорівнює E0 — 2mc2. Окремим випадком парної конверсії є внутрішня конверсія з вильотом моноенергетичних позитронів. Вона спостерігається, коли електрон пари захоплюється на оболонку атома, яка звільнилася в результаті попереднього ядерного перетворення.